# 3941 Haydn
3941 Haydn (1973 UU5) là một tiểu hành tinh vành đai chính được phát hiện ngày 27 tháng 10 năm 1973 bởi Freimut Börngen ở Tautenburg.